# Egestorf (Süntel)
Egestorf (Süntel) ist ein Ortsteil der Stadt Bad Münder am Deister und liegt im Landkreis Hameln-Pyrmont in Niedersachsen.
Die Gemeinde Egestorf am Süntel (offizieller Name der Gemeinde) wurde am 1. Januar 1973 in die Stadt Bad Münder am Deister eingegliedert. Bei den letzten Volkszählungen vor der Eingemeindung hatte Egestorf 272 (6. Juni 1961) bzw. 373 Einwohner (27. Mai 1970).
Egestorf hat neben dem Schützenverein SC Egestorf/Süntel auch eine örtliche Freiwillige Feuerwehr.